# Campeonato Femenino Sub-20 de la Concacaf de 2015
El Campeonato Femenino Sub-20 de la Concacaf de 2015 es la VIII edición del torneo, que se disputara, Honduras será sede del campeonato sub-20 femenino de CONCACAF; los tres primeros lugares consiguieran la clasificación a la Copa Mundial Femenina de Fútbol Sub-20 de 2016 en Papúa Nueva Guinea.
La eliminatoria Honduras 2015 se jugará con dos grupos de cuatro selecciones, los dos primeros lugares avanzarán a la ronda de semifinales, en esta instancia los vencedores jugarán la final del Premundial y avanzarán de forma directa a la Copa Mundial Femenina Nueva Guinea 2016, que se desarrollará a mediados de año.
Las selecciones que pierdan en la ronda de semifinales, disputarán el partido por el tercer lugar y el ganador, de igual forma, participará en el certamen mundialista.

## Eliminatorias

### Centroamérica
Clasifica al Campeonato Femenino Sub-20 de la Concacaf de 2015 únicamente el campeón de la pentagonal.

#### Pentagonal
- Leyenda: Pts: Puntos; PJ: Partidos jugados; PG: Partidos ganados; PE: Partidos empatados; PP: Partidos perdidos; GF: Goles a favor; GC: Goles en contra; Dif: Diferencia de goles.
- Nota: Las horas indicadas corresponden al huso horario local del país: Panamá (UTC -5).

| Equipo      | Pts | PJ | PG | PE | PP | GF | GC | Dif |
| ----------- | --- | -- | -- | -- | -- | -- | -- | --- |
| Panamá      | 10  | 4  | 3  | 1  | 0  | 7  | 1  | 6   |
| Costa Rica  | 7   | 4  | 2  | 1  | 1  | 11 | 4  | 7   |
| Guatemala   | 7   | 4  | 2  | 1  | 1  | 9  | 7  | 2   |
| Nicaragua   | 2   | 4  | 0  | 2  | 2  | 4  | 13 | -9  |
| El Salvador | 1   | 4  | 0  | 1  | 3  | 5  | 11 | -6  |

##### Fecha 1
Selección libre:  Guatemala

| 31 de julio de 2015, 16:30 | Costa Rica                                       | 5:1 (4:0) | El Salvador | Estadio Maracaná, Chorrillo |                         |
|                            | Arroyo 11' 75' · Villabos 20' · Herrrera 25' 41' | Reporte   | 90+1' Ceren | Árbitra: Karitza Guerra     | Árbitra: Karitza Guerra |

| 31 de julio de 2015, 19:00 | Panamá | 0:0     | Nicaragua | Estadio Maracaná, Chorrillo |               |
|                            |        | Reporte |           | Árbitra: [[]]               | Árbitra: [[]] |

##### Fecha 2
Selección libre:  Nicaragua

| 2 de agosto de 2015, 15:30 | Guatemala   | 1:1 (0:0) | Costa Rica  | Estadio Maracaná, Chorrillo |                         |
|                            | Ventura 79' | Reporte   | 75' Herrera | Árbitra: Melissa Borjas     | Árbitra: Melissa Borjas |

| 2 de agosto de 2015, 18:00 | Panamá        | 2:1 (1:0) | El Salvador | Estadio Maracaná, Chorrillo |               |
|                            | Franco 7' 50' | Reporte   | 70' Ceren   | Árbitra: [[]]               | Árbitra: [[]] |

##### Fecha 3
Selección libre:  Panamá

| 4 de agosto de 2015, 16:30 | El Salvador   | 1:2 (1:0) | Guatemala                | Estadio Maracaná, Chorrillo |               |
|                            | Rodríguez 39' | Reporte   | Herrera 72' · Gatica 79' | Árbitra: [[]]               | Árbitra: [[]] |

| 4 de agosto de 2015, 19:00 | Nicaragua | 0:5 (0:3) | Costa Rica                                          | Estadio Maracaná, Chorrillo |               |
|                            |           | Reporte   | 7' 34' Arroyo · 11' Herrera · 54' Coto · 72' Varela | Árbitra: [[]]               | Árbitra: [[]] |

##### Fecha 4
Selección libre:  El Salvador

| 6 de agosto de 2015, 16:30 | Guatemala                                                          | 6:2 (3:1) | Nicaragua             | Estadio Maracaná, Chorrillo |               |
|                            | Gatica 6' 54' · Rabanales 21' · González 32' · ? 62' · Argueta 70' | Reporte   | 28' Y. Flores · 63' ? | Árbitra: [[]]               | Árbitra: [[]] |

| 6 de agosto de 2015, 19:00 | Panamá               | 2:0 (1:0) | Costa Rica | Estadio Maracaná, Chorrillo |               |
|                            | Riley 3' · Ortíz 69' | Reporte   |            | Árbitra: [[]]               | Árbitra: [[]] |

##### Fecha 5
Selección libre:  Costa Rica

| 8 de agosto de 2015, 15:30 | El Salvador             | 2:2 (0:1) | Nicaragua                  | Estadio Maracaná, Chorrillo |               |
|                            | Jiménez 55' · Cerén 88' | Reporte   | 34' Melgar · 68' S. Flores | Árbitra: [[]]               | Árbitra: [[]] |

| 8 de agosto de 2015, 18:00 | Panamá                            | 3:0 (0:0) | Guatemala | Estadio Maracaná, Chorrillo |                         |
|                            | Franco 46' · Cox 49' 90+2' (pen.) | Reporte   |           | Árbitra: Melissa Borjas     | Árbitra: Melissa Borjas |

### Caribe

#### Primera Fase
Los 2 equipos ganadores del 1 grupo avanzarán a una segunda fase en el grupo 2, 3 y 4 avanzaran los primeros de su grupo, también avanzaran los mejores 2 posiciones para clasificarán para las finales de ocho equipos de Concacaf en 2015.

##### Grupo A
| Equipo            | Pts | PJ | PG | PE | PP | GF | GC | Dif |
| ----------------- | --- | -- | -- | -- | -- | -- | -- | --- |
| Puerto Rico       | 9   | 3  | 3  | 0  | 0  | 16 | 1  | +15 |
| Curazao           | 4   | 3  | 1  | 1  | 1  | 3  | 6  | -3  |
| Anguila           | 2   | 3  | 0  | 2  | 1  | 1  | 9  | -8  |
| Antigua y Barbuda | 1   | 3  | 0  | 1  | 2  | 1  | 5  | -4  |

###### Fecha 1
| 19 de junio de 2015, 17:00 | Anguila | 0:0     | Antigua y Barbuda | Estadio Juan Ramón Loubriel, Bayamón, Puerto Rico |               |
|                            |         | Reporte |                   | Árbitra: [[]]                                     | Árbitra: [[]] |

| 19 de junio de 2015, 19:30 | Puerto Rico                                                 | 5:0 (3:0) | Curazao | Estadio Juan Ramón Loubriel, Bayamón, Puerto Rico |               |
|                            | - Tirado 3' - Díaz 30' - Zaragoza 35' - Martínez 82', 90+2' | Reporte   |         | Árbitra: [[]]                                     | Árbitra: [[]] |

###### Fecha 2
| 21 de junio de 2015, 17:00 | Antigua y Barbuda | 0:2 (0:0) | Curazao                    | Estadio Juan Ramón Loubriel, Bayamón, Puerto Rico |               |
|                            |                   | Reporte   | - 55' Hart - 60' Scheepers | Árbitra: [[]]                                     | Árbitra: [[]] |

| 21 de junio de 2015, 19:30 | Puerto Rico                                                                             | 8:0 (3:0) | Anguila | Estadio Juan Ramón Loubriel, Bayamón, Puerto Rico |               |
|                            | - Martínez 9', 35', 76' - Tirado 19' - Díaz 52' - Aponte 79' - Torres 87' - Solís 90+2' | Reporte   |         | Árbitra: [[]]                                     | Árbitra: [[]] |

###### Fecha 3
| 23 de junio de 2015, 16:00 | Curazao   | 1:1 (0:0) | Anguila      | Estadio Juan Ramón Loubriel, Bayamón, Puerto Rico |               |
|                            | - Hart ?' | Reporte   | - ?' Johnson | Árbitra: [[]]                                     | Árbitra: [[]] |

| 23 de junio de 2015, 18:30 | Puerto Rico                       | 3:1 (2:1) | Antigua y Barbuda | Estadio Juan Ramón Loubriel, Bayamón, Puerto Rico |               |
|                            | - Guadalupe 11' - Tirado 35', 82' | Reporte   | - 27' Browne      | Árbitra: [[]]                                     | Árbitra: [[]] |

##### Grupo B
| Equipo      | Pts | PJ | PG | PE | PP | GF | GC | Dif |
| ----------- | --- | -- | -- | -- | -- | -- | -- | --- |
| Jamaica     | 3   | 1  | 1  | 0  | 0  | 5  | 0  | +5  |
| Granada     | 3   | 2  | 1  | 0  | 1  | 4  | 7  | -3  |
| Santa Lucía | 0   | 1  | 0  | 0  | 1  | 2  | 4  | -2  |

###### Fecha 1
Selección libre:  Santa Lucía

| 26 de julio de 2015, 16:00 | Granada | 0:5 (0:1) | Jamaica                                            | Parque Mindoo Phillip, Castries, Santa Lucía |               |
|                            |         | Reporte   | - 4' Roberts - 48', 58', 90+3' Shaw - 89' Lee-Fatt | Árbitra: [[]]                                | Árbitra: [[]] |

###### Fecha 2
Selección libre:  Jamaica

| 28 de julio de 2015, 16:00 | Santa Lucía            | 2:4 (1:3) | Granada                                       | Parque Mindoo Phillip, Castries, Santa Lucía |               |
|                            | - Cox 10' - Lionel 78' | Reporte   | - 17' Julien - 33', 38' Frank - 90+4' Prevost | Árbitra: [[]]                                | Árbitra: [[]] |

###### Fecha 3
Selección libre:  Granada

| 30 de julio de 2015, 16:00 | Santa Lucía | Cancelado | Jamaica | Parque Mindoo Phillip, Castries, Santa Lucía |               |
|                            |             | Reporte   |         | Árbitra: [[]]                                | Árbitra: [[]] |

- El partido final fue pospuesto debido a fuertes lluvias. Finalmente no se jugó, y Jamaica avanzó a la ronda final.

##### Grupo C
| Equipo                 | Pts | PJ | PG | PE | PP | GF | GC | Dif |
| ---------------------- | --- | -- | -- | -- | -- | -- | -- | --- |
| Bermudas               | 4   | 2  | 1  | 1  | 0  | 9  | 2  | +7  |
| República Dominicana   | 4   | 2  | 1  | 1  | 0  | 8  | 2  | +6  |
| San Cristóbal y Nieves | 0   | 2  | 0  | 0  | 2  | 0  | 13 | -13 |

###### Fecha 1
Selección libre:  República Dominicana

| 26 de julio de 2015, 14:00 | Bermudas                                                           | 7:0 (5:0) | San Cristóbal y Nieves | Estadio Panamericano, San Cristóbal, República Dominicana |               |
|                            | - Darrell 3' - Nolan 10', 13' (pen.), 55', 70' - Frazzoni 25', 45' | Reporte   |                        | Árbitra: [[]]                                             | Árbitra: [[]] |

###### Fecha 2
Selección libre:  Bermudas

| 28 de julio de 2015, 16:00 | República Dominicana                               | 6:0 (2:0) | San Cristóbal y Nieves | Estadio Panamericano, San Cristóbal, República Dominicana |               |
|                            | - Peralta 15', 43', 83' - Gunn 54', 71' - Sosa 86' | Reporte   |                        | Árbitra: [[]]                                             | Árbitra: [[]] |

###### Fecha 3
Selección libre:  San Cristóbal y Nieves

| 30 de julio de 2015, 16:00 | República Dominicana     | 2:2 (0:1) | Bermudas                | Estadio Panamericano, San Cristóbal, República Dominicana |               |
|                            | - Peralta 64' - Sosa 80' | Reporte   | - 24' Nolan - 52' Burch | Árbitra: [[]]                                             | Árbitra: [[]] |

##### Grupo D
| Equipo                       | Pts | PJ | PG | PE | PP | GF | GC | Dif |
| ---------------------------- | --- | -- | -- | -- | -- | -- | -- | --- |
| Trinidad y Tobago            | 6   | 2  | 2  | 0  | 0  | 8  | 0  | +8  |
| San Vicente y las Granadinas | 3   | 2  | 1  | 0  | 1  | 3  | 3  | 0   |
| Dominica                     | 0   | 2  | 0  | 0  | 2  | 1  | 9  | -8  |

###### Fecha 1
Selección libre:  Dominica

| 26 de julio de 2015, 17:00 | San Vicente y las Granadinas | 0:2 (0:1) | Trinidad y Tobago  | Parque Victoria, Kingstown, San Vicente y las Granadinas |               |
|                            |                              | Reporte   | - 19', 60' Leander | Árbitra: [[]]                                            | Árbitra: [[]] |

###### Fecha 2
Selección libre:  San Vicente y las Granadinas

| 28 de julio de 2015, 17:00 | Trinidad y Tobago                                                      | 6:0 (4:0) | Dominica | Parque Victoria, Kingstown, San Vicente y las Granadinas |               |
|                            | - Matouk 15', 29' - Govia 21' - Ralph 40' - Carmichael 72' - Swift 81' | Reporte   |          | Árbitra: [[]]                                            | Árbitra: [[]] |

###### Fecha 3
Selección libre:  Trinidad y Tobago

| 30 de julio de 2015, 17:00 | San Vicente y las Granadinas   | 3:1 (3:0) | Dominica    | Parque Victoria, Kingstown, San Vicente y las Granadinas |               |
|                            | - Browne 31' - Duncan 39', 44' | Reporte   | - ?' Samuel | Árbitra: [[]]                                            | Árbitra: [[]] |

##### Ranking segundo lugar
| Equipo                       | Pts | PJ | PG | PE | PP | GF | GC | Dif |
| ---------------------------- | --- | -- | -- | -- | -- | -- | -- | --- |
| República Dominicana         | 4   | 2  | 1  | 1  | 0  | 8  | 2  | +6  |
| San Vicente y las Granadinas | 3   | 2  | 1  | 0  | 1  | 3  | 3  | 0   |
| Granada                      | 3   | 2  | 1  | 0  | 1  | 4  | 7  | -3  |

#### Fase Final
Los países del Caribe se les otorgaron tres plazas para la última ronda de la Concacaf.
Haití será la sede de un campeonato de ocho equipos, con los dos mejores de cada grupo pasara ala semifinales donde los dos ganadores avanzaran a la ronda final y el que consiga el tercer puesto avanzara.

#### Grupo A
| Equipo               | Pts       | PJ        | PG        | PE        | PP        | GF        | GC        | Dif       |
| -------------------- | --------- | --------- | --------- | --------- | --------- | --------- | --------- | --------- |
| Haití                | 3         | 2         | 1         | 0         | 1         | 8         | 3         | +5        |
| Bermudas             | 3         | 2         | 1         | 0         | 1         | 3         | 1         | +2        |
| Puerto Rico          | 3         | 2         | 1         | 0         | 1         | 1         | 8         | -7        |
| República Dominicana | Se retiró | Se retiró | Se retiró | Se retiró | Se retiró | Se retiró | Se retiró | Se retiró |

###### Fecha 1
Selección libre:  Haití

| 14 de octubre de 2015, 18:30 | Bermudas    | 1:0 (1:0) | Puerto Rico | Estadio Sylvio Cator, Puerto Príncipe, Haití |               |
|                              | - Nolan 29' | Reporte   |             | Árbitra: [[]]                                | Árbitra: [[]] |

###### Fecha 2
Selección libre:  Bermudas

| 16 de octubre de 2015, 18:00 | Haití | 0:3 (0:1) | Puerto Rico                                 | Estadio Sylvio Cator, Puerto Príncipe, Haití |               |
|                              |       | Reporte   | - 24' López - 78' Zaragoza - 90+1' Martínez | Árbitra: [[]]                                | Árbitra: [[]] |

###### Fecha 3
Selección libre:  Puerto Rico

| 18 de octubre de 2015, 18:00 | Haití                                                                                           | 8:0 (4:0) | Bermudas | Estadio Sylvio Cator, Puerto Príncipe, Haití |               |
|                              | - Destinvil 10' - Mondésir 33', 38', 81' - Éloissaint 44', 85' - Chandler 78' - Radamaker 90+1' | Reporte   |          | Árbitra: [[]]                                | Árbitra: [[]] |

#### Grupo B
| Equipo                       | Pts | PJ | PG | PE | PP | GF | GC | Dif |
| ---------------------------- | --- | -- | -- | -- | -- | -- | -- | --- |
| Jamaica                      | 7   | 3  | 2  | 0  | 1  | 8  | 3  | +5  |
| Trinidad y Tobago            | 5   | 3  | 1  | 2  | 0  | 7  | 4  | +3  |
| San Vicente y las Granadinas | 3   | 3  | 1  | 0  | 2  | 2  | 6  | -4  |
| Curazao                      | 1   | 3  | 0  | 1  | 2  | 2  | 6  | -4  |

###### Fecha 1
| 15 de octubre de 2015, 16:00 | Jamaica                                     | 4:1 (2:1) | San Vicente y las Granadinas | Estadio Sylvio Cator, Puerto Príncipe, Haití |               |
|                              | - Shaw 15', 45+1' (pen.), 52' - Roberts 70' | Reporte   | - 29' (a.g.) Plummer         | Árbitra: [[]]                                | Árbitra: [[]] |

| 15 de octubre de 2015, 18:30 | Trinidad y Tobago                             | 4:1 (1:1) | Curazao   | Estadio Sylvio Cator, Puerto Príncipe, Haití |               |
|                              | - Leander 37', 48' - Matouk 52' - Johnson 53' | Reporte   | - 2' Wahr | Árbitra: [[]]                                | Árbitra: [[]] |

###### Fecha 2
| 17 de octubre de 2015, 16:00 | San Vicente y las Granadinas | 1:1 (1:1) | Trinidad y Tobago | Estadio Sylvio Cator, Puerto Príncipe, Haití |               |
|                              | - Browne 32'                 | Reporte   | - 21' Henry       | Árbitra: [[]]                                | Árbitra: [[]] |

| 17 de octubre de 2015, 18:30 | Jamaica              | 2:0 (0:0) | Curazao | Estadio Sylvio Cator, Puerto Príncipe, Haití |               |
|                              | - Blackwood 51', 62' | Reporte   |         | Árbitra: [[]]                                | Árbitra: [[]] |

###### Fecha 3
| 19 de octubre de 2015, 16:00 | Curazao      | 1:0 (0:0) | San Vicente y las Granadinas | Estadio Sylvio Cator, Puerto Príncipe, Haití |               |
|                              | - Keller 68' | Reporte   |                              | Árbitra: [[]]                                | Árbitra: [[]] |

| 19 de octubre de 2015, 18:30 | Trinidad y Tobago       | 2:2 (0:2) | Jamaica                 | Estadio Sylvio Cator, Puerto Príncipe, Haití |               |
|                              | - Thomas 64' - John 76' | Reporte   | - 34' Shaw - 39' Gordon | Árbitra: [[]]                                | Árbitra: [[]] |

#### Clasificación
|  | Semifinales           | Semifinales           |   |                   | Final                 | Final                 |  |
|  | 21 de octubre de 2015 | 21 de octubre de 2015 |   |                   | 23 de octubre de 2015 | 23 de octubre de 2015 |  |
|  |                       |                       |   |                   |                       |                       |  |
|  |                       |                       |   |                   |                       |                       |  |
|  | Jamaica               | 2                     |   |                   |                       |                       |  |
|  | Puerto Rico           | 1                     |   |                   |                       |                       |  |
|  |                       |                       |   |                   |                       |                       |  |
|  |                       |                       |   |                   |                       |                       |  |
|  |                       |                       |   |                   | Haití                 | 2                     |  |
|  |                       | Jamaica               | 0 |                   |                       |                       |  |
|  |                       |                       |   |                   |                       |                       |  |
|  |                       |                       |   |                   |                       |                       |  |
|  |                       |                       |   |                   | Tercer lugar          |                       |  |
|  |                       |                       |   |                   |                       |                       |  |
|  | Haití                 | 2                     |   | Trinidad y Tobago | 1 (4)                 |                       |  |
|  | Trinidad y Tobago     | 0                     |   |                   | Puerto Rico           | 1 (3)                 |  |

###### Semifinal
| 21 de octubre de 2015, 16:00 | Jamaica                   | 2:1 (1:0) | Puerto Rico   | Estadio Sylvio Cator, Puerto Príncipe, Haití |               |
|                              | - Wark 3' - Blackwood 64' | Reporte   | - 83' Carrion | Árbitra: [[]]                                | Árbitra: [[]] |

| 21 de octubre de 2015, 18:30 | Haití                         | 2:0 (1:0) | Trinidad y Tobago | Estadio Sylvio Cator, Puerto Príncipe, Haití |               |
|                              | - Chandler 35' - Mondésir 51' | Reporte   |                   | Árbitra: [[]]                                | Árbitra: [[]] |

###### Tercer puesto
| 23 de octubre de 2015, 15:30 | Puerto Rico      | 1:1 (1:1) (3:4 p.) | Trinidad y Tobago | Estadio Sylvio Cator, Puerto Príncipe, Haití |               |
|                              | - Font 6' (pen.) | Reporte            | - 24' John        | Árbitra: [[]]                                | Árbitra: [[]] |

###### Final
| 23 de octubre de 2015, 18:30 | Jamaica | 0:2 (0:1) | Haití                       | Estadio Sylvio Cator, Puerto Príncipe, Haití |               |
|                              |         | Reporte   | - 19' Louis - 61' Destinvil | Árbitra: [[]]                                | Árbitra: [[]] |

## Fase final

### Equipos participantes
| CFU - Haití - Jamaica - Trinidad y Tobago |  | UNCAF - Honduras (sede) - Panamá |  | Clasificados automáticamente - México - Estados Unidos - Canadá |

#### Grupo A
| Equipo            | Pts | PJ | PG | PE | PP | GF | GC | Dif |
| ----------------- | --- | -- | -- | -- | -- | -- | -- | --- |
| Canadá            | 9   | 3  | 3  | 0  | 0  | 11 | 0  | +11 |
| Honduras          | 4   | 3  | 1  | 1  | 1  | 4  | 4  | 0   |
| Jamaica           | 4   | 3  | 1  | 1  | 1  | 8  | 10 | -2  |
| Trinidad y Tobago | 0   | 3  | 0  | 0  | 3  | 1  | 11 | -10 |

| 3 de diciembre de 2015, 15:00 | Canadá                                 | 2:0 (1:0) | Trinidad y Tobago | Estadio Francisco Morazán, San Pedro Sula, Honduras |                              |
|                               | Sarah Kinzner 16' · Martina Loncar 82' | Reporte   |                   | Árbitro(s): Alondra Arellano                        | Árbitro(s): Alondra Arellano |

| 3 de diciembre de 2015, 17:30 | Honduras          | 2:2 (2:1) | Jamaica                     | Estadio Francisco Morazán, San Pedro Sula, Honduras |                                |
|                               | Elexa Bahr 4' 43' | Reporte   | 23' 74' (pen.) Khadija Shaw | Árbitro(s): Ekaterina Koroleva                      | Árbitro(s): Ekaterina Koroleva |

| 6 de diciembre de 2015, 13:00 | Jamaica | 0:7 (0:3) | Canadá                                                                                                 | Escuela Internacional Sanpedrana, San Pedro Sula, Honduras |                           |
|                               |         | Reporte   | 3' Sura Yekka · 20' Sarah Kinzner · 27' (pen.) Shana Flynn · 49' 67' 78' Taylor Pryce · 69' Vital Kats | Árbitro(s): Melissa Pérez                                  | Árbitro(s): Melissa Pérez |

| 6 de diciembre de 2015, 15:30 | Trinidad y Tobago | 0:2 (0:1) | Honduras                          | Escuela Internacional Sanpedrana, San Pedro Sula, Honduras |                            |
|                               |                   | Reporte   | 4' Fatima Romero · 67' Elexa Bahr | Árbitro(s): Maurees Skeete                                 | Árbitro(s): Maurees Skeete |

| 8 de diciembre de 2015, 15:00 | Trinidad y Tobago    | 1:6 (1:3) | Jamaica                                                            | Escuela Internacional Sanpedrana, San Pedro Sula, Honduras |                            |
|                               | Tsaianne Leander 30' | Reporte   | 8' Khadija Shaw · 21' 34' 46' 86' Oshay Nelson · 56' Chanel Hudson | Árbitro(s): Maurees Skeete                                 | Árbitro(s): Maurees Skeete |

| 8 de diciembre de 2015, 17:30 | Honduras | 0:2 (0:2) | Canadá                   | Escuela Internacional Sanpedrana, San Pedro Sula, Honduras |                              |
|                               |          | Reporte   | 5' 17' Sarah Stratigakis | Árbitro(s): Alondra Arellano                               | Árbitro(s): Alondra Arellano |

#### Grupo B
| Equipo         | Pts | PJ | PG | PE | PP | GF | GC | Dif |
| -------------- | --- | -- | -- | -- | -- | -- | -- | --- |
| Estados Unidos | 7   | 3  | 2  | 1  | 0  | 14 | 3  | +11 |
| México         | 7   | 3  | 2  | 1  | 0  | 9  | 2  | +7  |
| Haití          | 3   | 3  | 1  | 0  | 2  | 3  | 13 | -10 |
| Panamá         | 0   | 3  | 0  | 0  | 3  | 3  | 11 | -8  |

| 4 de diciembre de 2015, 15:00 | Haití                                                | 3:2 (2:1) | Panamá                               | Estadio Olímpico Metropolitano, San Pedro Sula, Honduras |                                   |
|                               | Batcheba Louis 19' · Nérilia Mondésir 31' (pen.) 53' | Reporte   | 40' Karla Riley · 64' Yasslel Franco | Árbitro(s): Marie-Soleil Beaudoin                        | Árbitro(s): Marie-Soleil Beaudoin |

| 4 de diciembre de 2015, 17:30 | Estados Unidos                          | 2:2 (2:1) | México                                | Estadio Olímpico Metropolitano, San Pedro Sula, Honduras |                             |
|                               | Mallory Pugh 20' (pen.) · Emily Fox 22' | Reporte   | 32' Blanca Solís · 66' Kiana Palacios | Árbitro(s): Marianela Araya                              | Árbitro(s): Marianela Araya |

| 7 de diciembre de 2015, 11:00 | México                                                                    | 5:0 (2:0) | Haití | Escuela Internacional Sanpedrana, San Pedro Sula, Honduras |                            |
|                               | Katty Martínez 12' 88' · María Sánchez 31' 77' · Rebeca Bernal 84' (pen.) | Reporte   |       | Árbitro(s): Tatiana Guzmán                                 | Árbitro(s): Tatiana Guzmán |

| 7 de diciembre de 2015, 15:00 | Panamá                 | 1:6 (0:3) | Estados Unidos                                                       | Escuela Internacional Sanpedrana, San Pedro Sula, Honduras |                                |
|                               | Keisilyn Gutiérrez 82' | Reporte   | 8' Kelcie Hedge · 11' 78' Mallory Pugh · 42' 46' 90+3' Jessie Scarpa | Árbitro(s): Gillian Martindale                             | Árbitro(s): Gillian Martindale |

| 9 de diciembre de 2015, 11:00 | Panamá | 0:2 (0:2) | México                                     | Escuela Internacional Sanpedrana, San Pedro Sula, Honduras |                            |
|                               |        | Reporte   | 40' Blanca Solís · 41' Jacqueline Crowther | Árbitro(s): Karitza Guerra                                 | Árbitro(s): Karitza Guerra |

| 9 de diciembre de 2015, 17:30 | Estados Unidos                                                                                          | 6:0 (3:0) | Haití | Escuela Internacional Sanpedrana, San Pedro Sula, Honduras |                          |
|                               | Savannah DeMelo 16' · Mallory Pugh 35' 44' · Jessie Scarpa 49' · Tierna Davidson 50' · Ella Stevens 54' | Reporte   |       | Árbitro(s): Cecile Hinds                                   | Árbitro(s): Cecile Hinds |

#### Clasificación
|  | Semifinales                               | Semifinales                               |   |        | Final                   | Final                   |  |
|  | 11 de diciembre y 12 de diciembre de 2015 | 11 de diciembre y 12 de diciembre de 2015 |   |        | 14 de diciembre de 2015 | 14 de diciembre de 2015 |  |
|  |                                           |                                           |   |        |                         |                         |  |
|  |                                           |                                           |   |        |                         |                         |  |
|  | Canadá (p.)                               | 0 (5)                                     |   |        |                         |                         |  |
|  | México                                    | 0 (4)                                     |   |        |                         |                         |  |
|  |                                           |                                           |   |        |                         |                         |  |
|  |                                           |                                           |   |        |                         |                         |  |
|  |                                           |                                           |   |        | Canadá                  | 0                       |  |
|  |                                           | Estados Unidos                            | 1 |        |                         |                         |  |
|  |                                           |                                           |   |        |                         |                         |  |
|  |                                           |                                           |   |        |                         |                         |  |
|  |                                           |                                           |   |        | Tercer lugar            |                         |  |
|  |                                           |                                           |   |        |                         |                         |  |
|  | Estados Unidos                            | 7                                         |   | México | 2                       |                         |  |
|  | Honduras                                  | 0                                         |   |        | Honduras                | 0                       |  |

#### Semifinales
| 11 de diciembre de 2015, 15:00 | Canadá                                          | 0:0 (t. s.)(5:4 p.)        | México                                            | Estadio Francisco Morazán, San Pedro Sula, Honduras |                            |
|                                |                                                 | Reporte                    |                                                   | Árbitro(s): Tatiana Guzmán                          | Árbitro(s): Tatiana Guzmán |
|                                |                                                 | Tiros desde el punto penal |                                                   |                                                     |                            |
|                                | St. Georges · Kats · Pryce · Richards · Pickett |                            | Bernal · Flores · González · Palacios · Rodríguez |                                                     |                            |

| 11 de diciembre de 2015, 18:00 | Estados Unidos                                                                     | 7:0 (3:0) | Honduras | Estadio Francisco Morazán, San Pedro Sula, Honduras |                             |
|                                | Sanchez 33' 38' · Pugh 35' 60' · Scarpa 68' · Canales 88' · Velásquez 90+6' (a.g.) | Reporte   |          | Árbitro(s): Marianela Araya                         | Árbitro(s): Marianela Araya |

#### Tercer Lugar
| 13 de diciembre de 2015, 15:00 | México                      | 2:0 (1:0) | Honduras | Estadio Francisco Morazán, San Pedro Sula, Honduras |                                   |
|                                | Palacios 40' · Crowther 71' | Reporte   |          | Árbitro(s): Marie-Soleil Beaudoin                   | Árbitro(s): Marie-Soleil Beaudoin |

#### Final
| 13 de diciembre de 2015, 18:00 | Canadá | 0:1 (0:0) | Estados Unidos | Estadio Francisco Morazán, San Pedro Sula, Honduras |                                |
|                                |        | Reporte   | 72' Sanchez    | Árbitro(s): Gillian Martindale                      | Árbitro(s): Gillian Martindale |

|                                   |
| Bandera de Estados Unidos         |
| Campeón Estados Unidos 5.º título |

## Clasificadas aPapúa Nueva Guinea 2016
| Bandera de Estados Unidos | Bandera de Canadá | Bandera de México |
| Estados Unidos            | Canadá            | México            |

## Premios
| Premio        |  | Jugadora          | Selección      |
| ------------- |  | ----------------- | -------------- |
| Balón de Oro  |  | Mallory Pugh      | Estados Unidos |
| Bota de Oro   |  | Mallory Pugh      | Estados Unidos |
| Guante de Oro |  | Rosemary Chandler | Estados Unidos |

| Premio                                |  | Selección |
| ------------------------------------- |  | --------- |
| Premio al Juego Limpio de la CONCACAF |  | Canadá    |